# 15.ª etapa do Giro d'Italia de 2021
A 15.ª etapa do Giro d'Italia de 2021 teve lugar a 23 de maio de 2021 entre Grau e Gorizia sobre um percurso de 147 km e foi vencida pelo belga Victor Campenaerts da equipa Qhubeka ASSOS. O colombiano Egan Bernal manteve a liderança um dia mais.

## Classificação da etapa
| Grado - Gorizia | etapa escarpada | (147 km) |

| \| Classificação por etapas \| Classificação por etapas \| Classificação por etapas \| Classificação por etapas \| Classificação por etapas \| \| Ciclista \| Ciclista \| Equipe \| Tempo \| \| \| ------------------------ \| ------------------------ \| ---------------------------------- \| ------------------------ \| ------------------------ \| \| 1. \| Victor Campenaerts \| Qhubeka Assos \| 3h25m25s \| \| \| 2. \| Oscar Riesebeek \| Alpecin-Fenix \| + 0s \| \| \| 3. \| Nikias Arndt \| Team DSM \| + 7s \| \| \| 4. \| Simone Consonni \| Cofidis \| + 7s \| \| \| 5. \| Quinten Hermans \| Intermarché-Wanty-Gobert Matériaux \| + 7s \| \| \| 6. \| Dario Cataldo \| Movistar Team \| + 7s \| \| \| 7. \| Bauke Mollema \| Trek-Segafredo \| + 9s \| \| \| 8. \| Albert Torres \| Movistar Team \| + 44s \| \| \| 9. \| Juan Sebastián Molano \| UAE Team Emirates \| + 1m02s \| \| \| 10. \| Max Walscheid \| Qhubeka Assos \| + 1m02s \| \| |                       |                                    |          |
| |                       |                                    |          |
| Fonte: ProCyclingStats |                       |                                    |          |
| Classificação por etapas |                       |                                    |          |
| Ciclista | Ciclista              | Equipe                             | Tempo    |
| 1. | Victor Campenaerts    | Qhubeka Assos                      | 3h25m25s |
| 2. | Oscar Riesebeek       | Alpecin-Fenix                      | + 0s     |
| 3. | Nikias Arndt          | Team DSM                           | + 7s     |
| 4. | Simone Consonni       | Cofidis                            | + 7s     |
| 5. | Quinten Hermans       | Intermarché-Wanty-Gobert Matériaux | + 7s     |
| 6. | Dario Cataldo         | Movistar Team                      | + 7s     |
| 7. | Bauke Mollema         | Trek-Segafredo                     | + 9s     |
| 8. | Albert Torres         | Movistar Team                      | + 44s    |
| 9. | Juan Sebastián Molano | UAE Team Emirates                  | + 1m02s  |
| 10. | Max Walscheid         | Qhubeka Assos                      | + 1m02s  |

## Classificações ao final da etapa
- As classificações finalizaram da seguinte forma:[2]

### Classificação geral(Maglia Rosa)
| \| Classificação geral \| Classificação geral \| Classificação geral \| Classificação geral \| Classificação geral \| \| Ciclista \| Ciclista \| Equipe \| Tempo \| \| \| ------------------- \| ---------------------- \| --------------------- \| ------------------- \| ------------------- \| \| 1. \| Egan Bernal \| Ineos Grenadiers \| 62h13m33s \| \| \| 2. \| Simon Yates \| BikeExchange \| + 1m33s \| \| \| 3. \| Damiano Caruso \| Bahrain Victorious \| + 1m51s \| \| \| 4. \| Aleksandr Vlasov \| Astana-Premier Tech \| + 1m57s \| \| \| 5. \| Hugh Carthy \| EF Education-Nippo \| + 2m11s \| \| \| 6. \| Giulio Ciccone \| Trek-Segafredo \| + 3m03s \| \| \| 7. \| Remco Evenepoel \| Deceuninck-Quick Step \| + 3m52s \| \| \| 8. \| Daniel Felipe Martínez \| Ineos Grenadiers \| + 3m54s \| \| \| 9. \| Romain Bardet \| Team DSM \| + 4m31s \| \| \| 10. \| Tobias Foss \| Jumbo-Visma \| + 5m37s \| \| |                        |                       |           |
| |                        |                       |           |
| Fonte: ProCyclingStats |                        |                       |           |
| Classificação geral |                        |                       |           |
| Ciclista | Ciclista               | Equipe                | Tempo     |
| 1. | Egan Bernal            | Ineos Grenadiers      | 62h13m33s |
| 2. | Simon Yates            | BikeExchange          | + 1m33s   |
| 3. | Damiano Caruso         | Bahrain Victorious    | + 1m51s   |
| 4. | Aleksandr Vlasov       | Astana-Premier Tech   | + 1m57s   |
| 5. | Hugh Carthy            | EF Education-Nippo    | + 2m11s   |
| 6. | Giulio Ciccone         | Trek-Segafredo        | + 3m03s   |
| 7. | Remco Evenepoel        | Deceuninck-Quick Step | + 3m52s   |
| 8. | Daniel Felipe Martínez | Ineos Grenadiers      | + 3m54s   |
| 9. | Romain Bardet          | Team DSM              | + 4m31s   |
| 10. | Tobias Foss            | Jumbo-Visma           | + 5m37s   |

### Classificação por pontos(Maglia Ciclamino)
| Classificação por pontos | Classificação por pontos | Classificação por pontos           | Classificação por pontos | Classificação por pontos |
| Ciclista                 | Ciclista                 | Equipe                             | Pontos                   |                          |
| ------------------------ | ------------------------ | ---------------------------------- | ------------------------ | ------------------------ |
| 1.                       | Peter Sagan              | Bora-Hansgrohe                     | 135 pts                  |                          |
| 2.                       | Davide Cimolai           | Israel Start-Up Nation             | 113 pts                  |                          |
| 3.                       | Fernando Gaviria         | UAE Team Emirates                  | 110 pts                  |                          |
| 4.                       | Elia Viviani             | Cofidis                            | 86 pts                   |                          |
| 5.                       | Dries De Bondt           | Alpecin-Fenix                      | 51 pts                   |                          |
| 6.                       | Edoardo Affini           | Jumbo-Visma                        | 50 pts                   |                          |
| 7.                       | Umberto Marengo          | Bardiani CSF Faizanè               | 45 pts                   |                          |
| 8.                       | Matteo Moschetti         | Trek-Segafredo                     | 44 pts                   |                          |
| 9.                       | Francesco Gavazzi        | Eolo-Kometa                        | 42 pts                   |                          |
| 10.                      | Andrea Pasqualon         | Intermarché-Wanty-Gobert Matériaux | 41 pts                   |                          |

### Classificação da montanha(Maglia Azzurra)
| Classificação da montanha | Classificação da montanha | Classificação da montanha | Classificação da montanha | Classificação da montanha |
| Ciclista                  | Ciclista                  | Equipe                    | Pontos                    |                           |
| ------------------------- | ------------------------- | ------------------------- | ------------------------- | ------------------------- |
| 1.                        | Geoffrey Bouchard         | AG2R Citroën Team         | 96 pts                    |                           |
| 2.                        | Egan Bernal               | Ineos Grenadiers          | 57 pts                    |                           |
| 3.                        | Bauke Mollema             | Trek-Segafredo            | 53 pts                    |                           |
| 4.                        | Lorenzo Fortunato         | Eolo-Kometa               | 40 pts                    |                           |
| 5.                        | Dries De Bondt            | Alpecin-Fenix             | 30 pts                    |                           |
| 6.                        | Kobe Goossens             | Lotto-Soudal              | 26 pts                    |                           |
| 7.                        | Giulio Ciccone            | Trek-Segafredo            | 20 pts                    |                           |
| 8.                        | Francesco Gavazzi         | Eolo-Kometa               | 17 pts                    |                           |
| 9.                        | Alessandro Covi           | UAE Team Emirates         | 17 pts                    |                           |
| 10.                       | Vincenzo Albanese         | Eolo-Kometa               | 16 pts                    |                           |

### Classificação dos jovens(Maglia Bianca)
| Classificação dos jovens | Classificação dos jovens | Classificação dos jovens | Classificação dos jovens | Classificação dos jovens |
| Ciclista                 | Ciclista                 | Equipe                   | Tempo                    |                          |
| ------------------------ | ------------------------ | ------------------------ | ------------------------ | ------------------------ |
| 1.                       | Egan Bernal              | Ineos Grenadiers         | 62h13m33s                |                          |
| 2.                       | Aleksandr Vlasov         | Astana-Premier Tech      | + 1m57s                  |                          |
| 3.                       | Remco Evenepoel          | Deceuninck-Quick Step    | + 3m52s                  |                          |
| 4.                       | Daniel Felipe Martínez   | Ineos Grenadiers         | + 3m54s                  |                          |
| 5.                       | Tobias Foss              | Jumbo-Visma              | + 5m37s                  |                          |
| 6.                       | Attila Valter            | Groupama-FDJ             | + 7m49s                  |                          |
| 7.                       | João Almeida             | Deceuninck-Quick Step    | + 8m32s                  |                          |
| 8.                       | Lorenzo Fortunato        | Eolo-Kometa              | + 28m33s                 |                          |
| 9.                       | Alessandro Covi          | UAE Team Emirates        | + 44m14s                 |                          |
| 10.                      | Einer Rubio              | Movistar Team            | + 46m52s                 |                          |

### Classificação por equipas"Súper team"
| Classificação por equipes | Classificação por equipes | Classificação por equipes | Classificação por equipes |
| Equipe                    | Equipe                    | Tempo                     |                           |
| ------------------------- | ------------------------- | ------------------------- | ------------------------- |
| 1.                        | Trek-Segafredo            | 86h43m31s                 |                           |
| 2.                        | Ineos Grenadiers          | + 10m12s                  |                           |
| 3.                        | Movistar Team             | + 14m53s                  |                           |
| 4.                        | Team BikeExchange         | + 18m16s                  |                           |
| 5.                        | Team DSM                  | + 19m33s                  |                           |
| 6.                        | EF Education-Nippo        | + 27m47s                  |                           |
| 7.                        | Jumbo-Visma               | + 29m44s                  |                           |
| 8.                        | Deceuninck-Quick Step     | + 37m08s                  |                           |
| 9.                        | Bahrain Victorious        | + 42m27s                  |                           |
| 10.                       | Groupama-FDJ              | + 51m03s                  |                           |

## Abandonos
- Giacomo Nizzolo não tomou a saída.[1]
- Jos van Emden depois de uma queda ao início da etapa.[1]
- Emanuel Buchmann depois de uma queda ao início da etapa.[1]
- Natnael Berhane depois de uma queda ao início da etapa.[1]
- Ruben Guerreiro depois de uma queda ao início da etapa.[1]